# Dichapetalum odoratum
Dichapetalum odoratum är en tvåhjärtbladig växtart som beskrevs av Henri Ernest Baillon. Dichapetalum odoratum ingår i släktet Dichapetalum och familjen Dichapetalaceae. Inga underarter finns listade i Catalogue of Life.